# Los Verdes - Grupo Verde Europeo
Los Verdes - Grupo Verde Europeo es el nombre que adoptó una coalición electoral formada en España para presentarse a las elecciones al Parlamento Europeo de 2009.
La candidatura la promovía la Mesa de Unidad de los Verdes y la componían Los Verdes-Grupo Verde, Els Verds - Alternativa Ecologista de Cataluña, Grupo Verde Europeo (GVE), activo en Ibiza y Formentera, y Verds - Greens - Verdes del Mediterráneo, de la Comunidad Valenciana, todos ellos miembros de la Mesa de Unidad de los Verdes. Los Verdes de Aragón, componente aragonés de la Confederación de Los Verdes (que acudía a las elecciones como parte de Europa de los Pueblos - Verdes) pidieron públicamente el voto para la candidatura de Los Verdes - Grupo Verde Europeo.

## Candidatura

### Candidatos
La candidatura estaba encabezada por Kristien Lesage (Verdes del Mediterráneo), con Esteban Cabal (Los Verdes-Grupo Verde) de número dos. Josep Lluís Freijo, de Els Verds - Alternativa Ecologista, ocupaba el número tres.

### Nombre por comunidad autónoma
Aunque la candidatura tiene como nombre Europa de los Pueblos - Verdes, en determinadas comunidades autónomas, tal como permite el artículo 222 de la Ley Orgánica de 5/1985, se presenta con los siguientes nombres y cabezas de lista:
| Comunidad autónoma   | Denominación                                                               |
| -------------------- | -------------------------------------------------------------------------- |
| Andalucía            | Los Verdes - Grupo Verde Europeo (LV-GVE)                                  |
| Aragón               | Los Verdes - Grupo Verde Europeo (LV-GVE)                                  |
| Asturias             | Los Verdes - Grupo Verde Europeo (LV-GVE)                                  |
| Canarias             | Los Verdes - Grupo Verde Europeo (LV-GVE)                                  |
| Cantabria            | Los Verdes - Grupo Verde Europeo (LV-GVE)                                  |
| Castilla-La Mancha   | Los Verdes - Grupo Verde Europeo (LV-GVE)                                  |
| Castilla y León      | Los Verdes - Grupo Verde Europeo (LV-GVE)                                  |
| Cataluña             | Els Verds - Grup Verde Europeu (LV-GVE)                                    |
| Ceuta                | Los Verdes - Grupo Verde Europeo (LV-GVE)                                  |
| Comunidad Valenciana | Els Verds - Grup Verde Europeu - Los Verdes - Grupo Verde Europeo (LV-GVE) |
| Extremadura          | Los Verdes - Grupo Verde Europeo (LV-GVE)                                  |
| Galicia              | Os Verdes - Grupo Verde Europeo (LV-GVE)                                   |
| Islas Baleares       | Els Verds - Grup Verde Europeu - Los Verdes - Grupo Verde Europeo (LV-GVE) |
| La Rioja             | Los Verdes - Grupo Verde Europeo (LV-GVE)                                  |
| Madrid               | Los Verdes - Grupo Verde Europeo (LV-GVE)                                  |
| Melilla              | Los Verdes - Grupo Verde Europeo (LV-GVE)                                  |
| Murcia               | Los Verdes - Grupo Verde Europeo (LV-GVE)                                  |
| Navarra              | Berdeak - Europar Talde Berdea - Los Verdes - Grupo Verde Europeo (LV-GVE) |
| País Vasco           | Berdeak - Europar Talde Berdea - Los Verdes - Grupo Verde Europeo (LV-GVE) |

## Resultados
Los Verdes - Grupo Verde Europeo logró 89.147 votos (0,57% de los votos a candidaturas), sin obtener representación. Fueron la octava candidatura más votada, obteniendo sus mejores resultados en Baleares, Cataluña, Navarra y Canarias (1,05, 1,01, 0,98 y 0,84% respectivamente).